# کیذقان
کِیذقان روستایی از توابع بخش مرکزی شهرستان ششتمد استان خراسان رضوی ایران است. چنار ۲۵۰۰ ساله کیذقان و قنات تاریخی کیذقان و قنات ناده کیذقان و خانه بهداشت و مدرسه و مسجد جامع و حسینیه و آب بند کیذقان و گاوداری و دامداری و کشاورزی  و سرویس بهداشتی  و استخر آب کشاورزی  و سوپرمارکت و ... در این روستا قرار دارد.

## جمعیت
این روستا در دهستان بیهق قرار داشته و بر اساس سرشماری سال ۱۳۸۵ جمعیت آن ۱۰۶ نفر (۴۶ خانوار) بوده‌است.